# 루이스 안토니오 히메네스
루이스 안토니오 히메네스 가르세스(Luis Antonio Jiménez Garces, 1984년 6월 17일 칠레 산티아고 ~ )는 칠레의 전 축구 선수로, 현역 시절 포지션은 공격형 미드필더였다. 별명은 마법사란 뜻의 "El Mago"이며 자국에서 확고한 평가를 받지 않고 유럽의 수준급 리그에 해당되는 세리에 A에서 성공적인 축구 선수 생활을 시작한 독특한 경력의 선수이다. 2004년 칠레 축구 국가대표팀에 발탁돼 26경기에서 1골을 기록했다. 칠레 올해의 선수에도 선정된 바 있다.